# Elke Metz
Elke Metz (* im 20. Jahrhundert) ist eine ehemalige deutsche Fußballspielerin.

## Karriere
Metz gehörte dem FSV Frankfurt von 1982 bis 1986 als Stürmerin an. Während ihrer Vereinszugehörigkeit erreichte sie mit ihrer Mannschaft zweimal ein Finale.
Am 8. Mai 1983 wurde sie im Frankfurter Stadion am Bornheimer Hang in der 50. Minute für Marion Laufer im Spiel gegen den KBC Duisburg um den Vereinspokal eingesetzt, das der FSV mit 0:3 verlor.
Am 28. Juni 1986 trat sie als Abwehrspielerin im Finale um die Deutsche Meisterschaft an. Ihre Mannschaft gewann vor 2000 Zuschauern  mit 5:0 gegen die SSG 09 Bergisch Gladbach in deren Stadion An der Paffrather Straße.

## Erfolge
- Deutscher Meister 1986
- DFB-Pokal-Finalist 1983